# 6281 Strnad
6281 Strnad eller 1980 SD är en asteroid i huvudbältet som upptäcktes den 16 september 1980 av den tjeckiske astronomen Antonín Mrkos vid Kleť-observatoriet i Tjeckien. Den är uppkallad efter den tjeckiske astronomen Antonín Strnad.
Den tillhör asteroidgruppen Eunomia.